# Pamela L. Gay
Pamela L. Gay (née le 12 décembre 1973) est une astronome, éducatrice, baladodiffuseur et écrivain américaine, connue pour son travail en podcasting astronomique et en sciences participatives sur des projets d'astronomie. Elle est directrice de la Technologie et de la Science Citoyenne pour la Société Astronomique du Pacifique. Ses intérêts de recherche comprennent l'analyse de données en astronomie, ainsi que l'examen de l'impact des initiatives de science citoyenne. Pamela L. Gay est apparue aussi en tant qu'elle-même dans divers documentaires télévisés.
Pamela L. Gay prend part dans des efforts de vulgarisation de la science et d'enseignement en tant que directrice de CosmoQuest, un projet de science citoyenne visant la participation du public en recherche astronomique, s'exprimant à l'échelle internationale sur la science et le scepticisme scientifique et au moyen du podcasting éducatif.

## Carrière
Pamela L. Gay a obtenu son doctorat en astronomie de l'université du Texas à Austin en 2002 et un baccalauréat en astrophysique de l'université d'État du Michigan en 1996. Elle est directrice de la technologie et de la science citoyenne pour la Société astronomique du Pacifique. Auparavant, Gay était professeur adjoint de recherche au centre de la TIGE à la Southern Illinois University (en) à Edwardsville. Gay a été sur le conseil d'administration de l'Association américaine des observateurs d'étoiles variables, ainsi que présidente du comité pédagogique.
Pamela L. Gay a été co-présidente aux États-unis des efforts des médias pour l'année internationale de l'astronomie, en 2009.